# Хорст (Лауенбург)
Хорст (њем. Horst) општина је у њемачкој савезној држави Шлезвиг-Холштајн. Једно је од 131 општинског средишта округа Херцогтум Лауенбург. Према процјени из 2010. у општини је живјело 241 становника. Посједује регионалну шифру (AGS) 1053057.

## Географски и демографски подаци
Хорст се налази у савезној држави Шлезвиг-Холштајн у округу Херцогтум Лауенбург. Општина се налази на надморској висини од 52 метра. Површина општине износи 11,9 km². У самом мјесту је, према процјени из 2010. године, живјело 241 становника. Просјечна густина становништва износи 20 становника/km².